# Facem Records
Facem Records este prima casă de discuri independentă de Hip hop fondată de Vlad Dobrescu și DJ Paul. Artiștii actuali Facem Records sunt: C.T.C. (DOC, Vlad Dobrescu, Deliric1, DJ NASA), Vlad Flueraru, Tomi Marfa (Exile), Nwanda si DJ Grigo. Printre fostii membri se afla: Cedry2k, Carbon (a.s. narcoBranco), Aforic, 2012 (A.D.N., Aforic, SubSapte, Sagace), DJ Faibo X, DJ Sauce, Sez, Raz One).

## Albume
| Informații                                                                       |
| -------------------------------------------------------------------------------- |
| Facem Records Vol. 1 - Lansat: August 2000                                       |
| Facem Records Vol. 2 - Lansat: Septembrie, 2001                                  |
| raku - În mediu vitreg - Lansat: 23 Martie 2002                                  |
| CTC & Cedry2K - Secretul Din Atom - Lansat: 23 Martie 2002                       |
| CTC - Dificultăți tehnice - Lansat: 2 August 2005                                |
| Cedry2K - Alchimia veninului - Lansat: 20 Aprilie 2007                           |
| Jupiter a ucis melodia - episodul 1 - No Love - Lansat: 31 Martie 2008           |
| Jupiter a ucis melodia - episodul 2 - Mascalzoni Latini - Lansat: 13 Iunie 2008  |
| Jupiter a ucis melodia - episodul 3 - Soluții Extreme - Lansat: 3 Noiembrie 2008 |
| Carbon - Reacții Adverse - Lansat: 6 Martie 2009                                 |
| 2012 - 2012 - Lansat: 3 Noiembrie 2009                                           |
| Cedry2k - Poezie balistică - Lansat: 14 Decembrie 2009                           |
| Cedry2k - Cuvinte ce vindecă - Lansat: 5 Septembrie 2010                         |
| DOC - Scăpat de sub control - Lansat: 10 Octombrie 2010                          |
| Aforic - Fiul Omului - Lansat: 30 Aprilie 2011                                   |
| Deliric 1 - Inspecția Tehnică Periodică - Lansat: 29 Mai 2011                    |
| DOC - Rapcapitulare - Lansat: 13 Septembrie 2011                                 |
| DOC - Lucrare De Control - Lansat: 16 Octombrie 2011                             |
| Carbon - Catharsis - Lansat: 16 Mai 2012                                         |
| Aforic - Preludiul lu’ Teleagă - Lansat: 30 Septembrie 2012                      |
| Nwanda - Balanța - Lansat: 15 Noiembrie 2012                                     |
| Carbon - Elemente Instabile - Lansat: 16 Decembrie 2012                          |
| DOC - Trailer - Lansat: 28 Februarie 2013                                        |
| AFO feat. Sagace - Subtire de vara - Lansat: 31 August 2013                      |
| Deliric 1 - Delicatese - Lansat: 26 Octombrie 2013                               |
| Vlad Dobrescu - În sfârșit - Lansat: 8 Decembrie 2013                            |
| DOC & Motzu - În HD - Lansat: 27 Decembrie 2015                                  |
| Nwanda - Aperitiv - Lansat: 26 Februarie 2016                                    |
| Deliric x Silent Strike - Lansat: 6 Iulie 2016                                   |
| Nwanda - Caleidoscop - Lansat: 18 Aprilie 2018                                   |
| DOC - Eu - Lansat: 31 Mai 2018                                                   |
| Deliric X Silent Strike II - Lansat: 29 Septembrie 2019                          |
| DJ NASA - Forja - Lansat: 1 Noiembrie 2020                                       |
| DOC - XL (Mixtape) - Lansat: 26 Martie 2021                                      |
| DOC - DOCTATA - Lansat: 7 Mai 2021                                               |
| DJ NASA - Mercur - Lansat: 18 Februarie 2022                                     |
| Vlad Flueraru - VF Aisbergului - Lansat: 18 Noiembrie 2022                       |
| Vlad Flueraru - Reset - Lansat: 2023                                             |
| DOC - Tot - Lansat: 13 Septembrie 2024                                           |
| Vlad Dobrescu - Fiare Noi - Lansat: 6 Decembrie 2024                             |